# Sakar (Mali Zvornik)
Pour les articles homonymes, voir Sakar.
Sakar (en serbe cyrillique : Сакар) est un village de Serbie situé dans la municipalité de Mali Zvornik, district de Mačva. Au recensement de 2011, il comptait 441 habitants.

## Géographie
Sakar est situé à 3 km de Mali Zvornik, le centre administratif de la municipalité, sur la route qui conduit à Ljubovija. Le village se trouve sur la rive droite de la Drina, au bord du lac de Zvornik (en serbe cyrillique : Зворнико језеро), créé par la construction d'un barrage sur la rivière en 1955. Administrativement, il englobe les hameaux de Strmoglav et Vlaške Njive. 

## Histoire
En 1862, il y avait deux villages musulmans sur la rive droite de la Drina, Mali Zvornik et Sakar. Sakar devint serbe en 1878, quand les frontières de la principauté de Serbie furent redéfinies à la suite du congrès de Berlin. Des familles serbes commencèrent alors à s'y installer. En 1955, une centrale hydroélectrique fut construite à proximité du village et les inondations provoquées par la création du lac artificiel de Zvornik provoquèrent le déplacement de nombreux fermiers musulmans.

## Démographie

### Évolution historique de la population
| 1948 | 1953 | 1961 | 1971 | 1981 | 1991 | 2002 | 2011 |
| ---- | ---- | ---- | ---- | ---- | ---- | ---- | ---- |
| 451  | 423  | 499  | 508  | 587  | 633  | 504  | 441  |

|  |